# Newry City Football Club
El 	Newry City Football Club és un club de futbol nord-irlandès de la ciutat de Newry. El club va ser fundat l'any 1923. Originàriament s'anomenà Newry Town. L'any 2004 adoptà el nou nom en obtenir la ciutat de Newry la categoria de ciutat.
The Showgrounds és un estadi de futbol nordirlandès de la ciutat de Newry. És l'estadi del Newry City AFC].

## Jugadors destacats
- Pat Jennings
- Tommy Breen
- Jimmy Kelly

## Palmarès
- Lliga nord irlandesa-First Division: 1
  - 1997/98
- Lliga nord irlandesa- Second Division: 1
  - 1959/60, 1980/81
- Intermediate Cup: 3
  - 1958/59, 1966/67, 1980/81
- County Antrim Shield: 1
  - 1987/88
- Mid-Ulster Cup: 13
  - 1936/37, 1956/57, 1963/64, 1966/67, 1968/69, 1974/75, 1977/78, 1978/79, 1984/85, 1986/87, 1989/90, 1999/2000, 2006/07